# کاچینا ویلج (آریزونا)
کاچینا ویلج (به انگلیسی: Kachina Village) یک منطقهٔ مسکونی در ایالات متحده آمریکا است که در شهرستان کاکانینو، آریزونا واقع شده‌است. کاچینا ویلج ۳٫۱۷ کیلومتر مربع مساحت و ۴۴۴ نفر جمعیت دارد و ۲٬۰۶۵ متر بالاتر از سطح دریا واقع شده‌است.